# Sabrosa (freguesia)
Sabrosa is een plaats (freguesia) in de Portugese gemeente Sabrosa en telt 1189 inwoners (2001).